# Liste der Autobahnen in Dänemark

Autobahnen in Dänemark

Die Autobahnen in Dänemark besitzen – im Gegensatz zu anderen Nationen – keine einheitliche „A…“-Bezeichnung, sondern nehmen die Straßenbezeichnungen der bisherigen Hauptverkehrsadern auf. In erster Linie waren das Europastraßen und Primärrouten. Die dänischen Autobahnen wurden in den 1960er Jahren geplant und ab 1972 gebaut.
Dänische Autobahnen sind in der Regel vierspurig, selten sechsspurig. In Seeland, speziell im Großraum Kopenhagen, gibt es jedoch bis zu zehnspurige Autobahnen (zum Beispiel der Køge Bugt Motorvejen). Die Höchstgeschwindigkeit auf dänischen Autobahnen beträgt 130 km/h, aber im Großraum Kopenhagen ist die Geschwindigkeit auf 110 km/h (auf kürzeren Strecken niedriger) reguliert.
Die E 45 von Aalborg nach Frederikshavn wurde 2000 dem Verkehr übergeben. 2004 wurde die E 20 von Esbjerg bis Kolding komplett fertiggestellt. Im gleichen Jahr erfolgte die Anbindung von Hirtshals an die E 39. Der Ausbau des dänischen Autobahnnetzes dauert an.
In der Region um Kopenhagen befinden sich Ringstraßen; das sind autobahnähnliche Routen, die aber eher einer deutschen Bundesstraße ähnlich sind.
Die E 20 ist die längste Autobahn Dänemarks und führt in West-Ost-Richtung von Esbjerg nach Malmö (Schweden). Nach Deutschland führt die E 45, die in Schleswig-Holstein als Bundesautobahn 7 verläuft.
Eine im Bau befindliche Autobahn wird durch den Fehmarnbelt als Tunnel gebaut, damit die Metropolregion Hamburg besser an das skandinavische Straßennetz angeschlossen wird und die Fahrtzeit von Hamburg nach Dänemark und Schweden sehr verkürzt wird (Feste Fehmarnbelt-Querung).
Die technische Ausführung sowie die Planung der Autobahnen untersteht dem Vejdirektoratet. Zu den Aufgaben dieses Amtes, das dem dänischen Verkehrsministeriums nachgeordnet ist, gehört auch die Instandsetzung und Erneuerung der Fahrbahnen.

## Bisher gebaute Strecken

### Autobahnen mit Europäischen Nummern
| Nummer | Bezeichnung(en) | Landesteil(e)                | Verlauf | Länge  | Status                                                      | Karte |
| ------ | --- | ---------------------------- | --- | ------ | ----------------------------------------------------------- | ----- |
| E20    | Øresundsmotorvejen, Amagermotorvejen, Køge Bugt Motorvejen, Vestmotorvejen, Fynske Motorvej, Taulovmotorvejen, Esbjergmotorvejen | Jütland, Fünen und Seeland   | Esbjerg – Kolding – Fredericia – Kleiner Belt – Middelfart – Odense – Nyborg – Großer Belt – Slagelse – Køge – Amager – Öresundbrücke (– Malmö – Göteborg) | 313 km | in Betrieb                                                  |       |
| E39    | Hirtshalsmotorvejen | Jütland                      | Hirtshals – Hjørring – Aalborg | 60 km  | in Betrieb                                                  |       |
| E45    | Frederikshavnmotorvejen, Nordjyske Motorvej, Østjyske Motorvej, Sønderjyske Motorvej                                             | Jütland                      | Frederikshavn – Aalborg – Hobro – Aarhus – Skanderborg – Vejle – Kolding – Haderslev – Padborg (− Flensburg – Hamburg)                                     | 357 km | in Betrieb                                                  |       |
| E47    | Helsingørmotorvejen, Motorring 3, Køge Bugt Motorvejen, Sydmotorvejen                                                            | Lolland, Falster und Seeland | Rødby – Køge – Hørsholm – Helsingør | 201 km | in Betrieb im Bau: Fehmarn – Rødby Feste Fehmarnbeltquerung |       |
| E55    | Helsingørmotorvejen, Motorring 3, Køge Bugt Motorvejen, Sydmotorvejen                                                            | Falster, Seeland             | Gedser – Nykøbing Falster – Vordingborg – Køge – Hørsholm – Helsingør                                                                                      | 192 km | in Betrieb                                                  |       |

### Autobahnen mit Primærnummern
| Nummer | Bezeichnung(en)                                                              | Landesteil(e)    | Verlauf                                                                       | Länge   | Status     | Karte |
| ------ | ---------------------------------------------------------------------------- | ---------------- | ----------------------------------------------------------------------------- | ------- | ---------- | ----- |
| O4     | Motorring 4                                                                  | Seeland          | Ishøj – Ballerup                                                              | ?? km   | in Betrieb |       |
| P8     | Sønderborgmotorvejen                                                         | Jütland          | Kliplev – Sønderborg                                                          | 26 km   | in Betrieb |       |
| P9     | Svendborgmotorvejen                                                          | Fünen            | Odense – Svendborg                                                            | 35 km   | in Betrieb |       |
| P15    | Djurslandmotorvejen, Herningmotorvejen, Silkeborgmotorvejen, Messemotorvejen | Jütland          | Aarhus – Silkeborg – Herning – Ringkøbing                                     | 203 km  | in Betrieb |       |
| P16    | Hillerødmotorvejen                                                           | Seeland, Jütland | Brønshøj – Allerød – Frederiksværk, Grenaa – Randers – Holstebro – Ringkøbing | 361 km  | in Betrieb |       |
| P18    | Holstebromotorvejen, Midtjyske Motorvej                                      | Jütland          | Holstebro – Herning – Vejle                                                   | 109 km  | in Betrieb |       |
| P19    | Helsingørmotorvejen                                                          | Seeland          | Østerbro – Hørsholm                                                           | 103 km  | in Betrieb |       |
| P21    | Holbækmotorvejen                                                             | Seeland          | Kopenhagen – Roskilde – Holbæk – Herrestrup – Randers                         | 165 km  | in Betrieb |       |
| P23    | Kalundborgmotorvejen                                                         | Seeland          | Elverdam – Dramstrup                                                          | 13,5 km | in Betrieb |       |

### Autobahnen mit Sekundærnummern
| Nummer | Bezeichnung          | Landesteil(e) | Verlauf             | Länge | Status     | Karte |
| ------ | -------------------- | ------------- | ------------------- | ----- | ---------- | ----- |
| S201   | Lyngbymotorvejen     | Seeland       | Lyngby – Birkerød   | 23 km | in Betrieb |       |
| S501   | Århus Syd Motorvejen | Jütland       | Aarhus Syd – Aarhus | 9 km  | in Betrieb |       |
| S502   | Messemotorvejen      | Jütland       | Snejbjerg – Sinding | 10 km | in Betrieb |       |

### Autobahnen im (Aus-)Bau und Planung
- Kalundborgmotorvejen (Dramstrup – Kalundborg) (UVP)
- Næstvedmotorvejen (Næstved – Rønnede) (UVP)
- Fynske Motorvej (Odense V – Odense SØ) (UVP)
- Taulovmotorvejen (Kolding V – Fredericia S) (UVP)
- Helsingørmotorvejen (Isterød – Hørsholm S) (UVP)
- Frederikssundmotorvejen (Tværvej N – Frederikssund S) (UVP)
- Midtjyske Motorvej (Herning N – Sinding) (UVP)
- Messemotorvejen (Herning V – Snejbjerg) (UVP)
- Viborgmotorvejen (Aarhus – Søbyvad) (UVP)
- 3. Limfjordsforbindelse (Aalborg S – Aalborg N) (UVP)
- Hillerødmotorvejen (Allerød S – Hillerød N) (UVP)
- Østjyske Motorvej (Vejle N – Skanderborg S) (UVP)
- Østjyske Motorvej (Aarhus – Randers N) (UVP)
- Hærvejsmotorvejen (Give – Billund – Haderslev) (UVP)
- Hærvejsmotorvejen (Hobro – Viborg – Herning – Give) (Machbarkeitsstudie)
- Amagermotorvejen (Avedøre – Øresundsmotorvejen) (Machbarkeitsstudie)
- Øresundsmotorvejen 20 (København C – 17 Lufthavn V) (Machbarkeitsstudie)
- Hillerødmotorvejen (Ring 4 – Farum) (Machbarkeitsstudie)
- Hillerødmotorvejen (Motorring 3 – Ring 4) (Machbarkeitsstudie)
- Motorring 4 (Ishøj – Vallensbæk) (Machbarkeitsstudie)